# Brandía
Brandía (en gallego y oficialmente Brandia) es una aldea situada en la parroquia de Lousame en el municipio de Lousame, provincia de La Coruña, Galicia, España. 
En 2023 tenía una población de 2 habitantes (2 mujeres y ningún hombre). Está situada a 40 metros sobre el nivel del mar a 0,63 km de la cabecera municipal. Las localidades más cercanas son Portobravo y Cruído.